# Svart myzomela
Svart myzomela (Myzomela nigrita) är en fågel i familjen honungsfåglar inom ordningen tättingar.

## Utseende och läte
Svart myzomela är en liten honungsfågel med helsvart dräkt hos hanen och matt brun hos honan med rött på panna och haka. Arten liknar hane sorgsolfågel, men hane svart myzomela saknar glans i fjäderdräkten liksom sorgsolfågelns vita vingundersidor. Honan liknar hona röd myzomela och bergmyzomela, men hona röd myzomela har rött även i stjärten och hona bergmyzomela saknar rött i pannan. Lätet består av ett enkelt och ljust "tsip!", som hos många andra myzomelor.

## Utbredning och systematik
Svart myzomela delas in i sex underarter med följande utbredning:
- Myzomela nigrita steini – ön Waigeo utanför Nya Guinea
- Myzomela nigrita nigrita – Nya Guinea och Aruöarna
- Myzomela nigrita meyeri – norra Nya Guinea och ön Yapen
- Myzomela nigrita louisiadensis – Louisiaderna
- Myzomela nigrita pluto – ön Meos Num (Nya Guinea)
- Myzomela nigrita forbesi – D'Entrecasteaux-öarna

International Ornithological Congress (IOC) inkluderar meyeri och louisiadensis i nominatformen.

## Status
Arten har ett stort utbredningsområde och beståndet anses vara stabilt. Internationella naturvårdsunionen IUCN listar den därför som livskraftig (LC).